# 鉄道技術研究所
鉄道技術研究所（てつどうぎじゅつけんきゅうじょ）は、かつて存在した日本国有鉄道（国鉄）の鉄道技術に関する研究機関である。鉄道省の前身の鉄道庁時代の20世紀初頭にルーツを持つ。JRへの移行とともに後継機関に継承された。
国立にある研究所が有名であるが、開設時の本所は東京都港区芝海岸通1の1にあり、国立分所は1945年（昭和20年）に戦時疎開の目的で開設されている。1956年（昭和31年）当時は本所、国立分所の他に国鉄大井工場内の大井分所があったが、1960年（昭和35年）に国立に統合された。
兵器開発などに携わり第二次世界大戦後に行き場を失った技術者を多く受け入れた。戦後期の主な研究開発としては、東海道新幹線の実現に向けた高速鉄道に関するものや、現在の超電導リニアにつながるリニアモーターカーに関するもの、ATACSに繋がる無線列車制御システム(CARAT)などがある。
1987年（昭和62年）の国鉄分割民営化に際しては、旧国鉄の本社技術開発部門と鉄道労働科学研究所等の業務を統合した財団法人鉄道総合技術研究所（鉄道総研、JR総研）が設立され、その業務が承継された。

## 関係する人物
- 三木忠直
- 松平精
- 西條隆繁